# Georges Kabchi
Georges David Kabchi Zakia (Puerto Ordaz, Venezuela, 1980) es un empresario e inversor internacional venezolano-libanés, máximo accionista de la corporación Skyline International, dedicada a la actividad bancaria, aseguradora, inmobiliaria y turística, con sede en el Líbano. Desde 2017 es también presidente y máximo accionista del Albacete Balompié.

## Biografía
Nacido en Puerto Ordaz, Venezuela, en 1980, se licenció en Administración de Empresas por la Universidad Gran Mariscal de Ayacucho. Dedicado a la actividad empresarial, se convirtió en máximo accionista de Skyline International, dedicada a la actividad bancaria, aseguradora, inmobiliaria y turística, especializada en la inversión y gestión de hoteles de lujo y resorts, propiedades residenciales de alta gama y desarrollos de uso mixto.
El 18 de julio de 2017 se convirtió en presidente y máximo accionista –con más del 99 % de las acciones– del Albacete Balompié tras la compra del club realizada por la compañía sucediendo en el cargo al empresario José Miguel Garrido. Entre la compra y la inversión realizada en la entidad, con partidas como la refinanciación de la deuda o la puesta al día del concurso de acreedores en el que estaba inmerso el club, Skyline International lleva más de 20 millones de euros ingresados en el Albacete Balompié. Cuenta también con una fuerte vinculación con el fútbol de Sudamérica.